# Hellmut Reichel
Hellmut Reichel (* 26. Juli 1916 in Brieg, Schlesien; † 6. November 2012 in Königsfeld im Schwarzwald) war ein deutscher Geistlicher und Bischof der Herrnhuter Brüdergemeine.

## Leben
Reichel legte 1936 das Abitur ab. Später nahm er am Zweiten Weltkrieg teil. Nach dem Krieg studierte er Theologie, 1952 bestand er das Zweite Staatsexamen. Seine erste kirchliche Stelle erhielt er in Hannover, wurde aber 1955 nach Basel berufen. 1977 wurde er zum Bischof gewählt. 1974 folge der Wechsel nach Königsfeld im Schwarzwald, seit 1981 war Reichel im Ruhestand. Für sein Engagement für die Zinzendorf-Forschung verlieh ihm die Evangelisch-Theologische Fakultät der Universität Bern 1989 die Ehrendoktorwürde.
Reichel war verheiratet und hatte vier Kinder. Sein Sohn Christoph Reichel war ebenfalls Mitglied der Direktion der Europäisch-Festländischen Provinz der Brüderunität.

## Schriften
- Die große Freude – gerechtfertigt durch Christus: Zinzendorfs Wiederentdeckung der Kreuzestheologie Luthers. In: Transatlantische moravische Dialog-Korrespondenz, 2001, 23, S. 54–63.
- Die Anfänge der Herrnhuter Predigerkonferenz. In: Unitas Fratrum. 1985, 17, S. 7–56.

## Ehrungen
- 1989 Ehrendoktorwürde der Universität Bern